# Прері-дю-Шин (містечко, Вісконсин)
Прері-дю-Шин (англ. Prairie du Chien) — місто (англ. town) в США, в окрузі Кроуфорд штату Вісконсин. Населення — 957 осіб (2020).

## Демографія
Згідно з переписом 2010 року, у місті мешкали 1073 особи в 460 домогосподарствах у складі 329 родин. Було 868 помешкань
Расовий склад населення:
| - 97,2 % — білих - 1,2 % — азіатів - 0,1 % — корінних американців |

До двох чи більше рас належало 1,0 %. Частка іспаномовних становила 1,4 % від усіх жителів.
За віковим діапазоном населення розподілялося таким чином: 17,7 % — особи молодші 18 років, 60,1 % — особи у віці 18—64 років, 22,2 % — особи у віці 65 років та старші. Медіана віку мешканця становила 49,9 року. На 100 осіб жіночої статі у місті припадало 98,7 чоловіків;  на 100 жінок у віці від 18 років та старших — 98,0 чоловіків також старших 18 років.
Середній дохід на одне домашнє господарство  становив 65 678 доларів США (медіана — 45 938), а середній дохід на одну сім'ю — 81 366 доларів (медіана — 71 000). Медіана доходів становила 38 250 доларів для чоловіків та 34 688 доларів для жінок. За межею бідності перебувало 12,1 % осіб, у тому числі 22,2 % дітей у віці до 18 років та 11,0 % осіб у віці 65 років та старших.
Цивільне працевлаштоване населення становило 571 особа. Основні галузі зайнятості: виробництво — 25,2 %, освіта, охорона здоров'я та соціальна допомога — 22,9 %, роздрібна торгівля — 17,7 %.